# Phòng trưng bày quốc gia Jeu de Paume

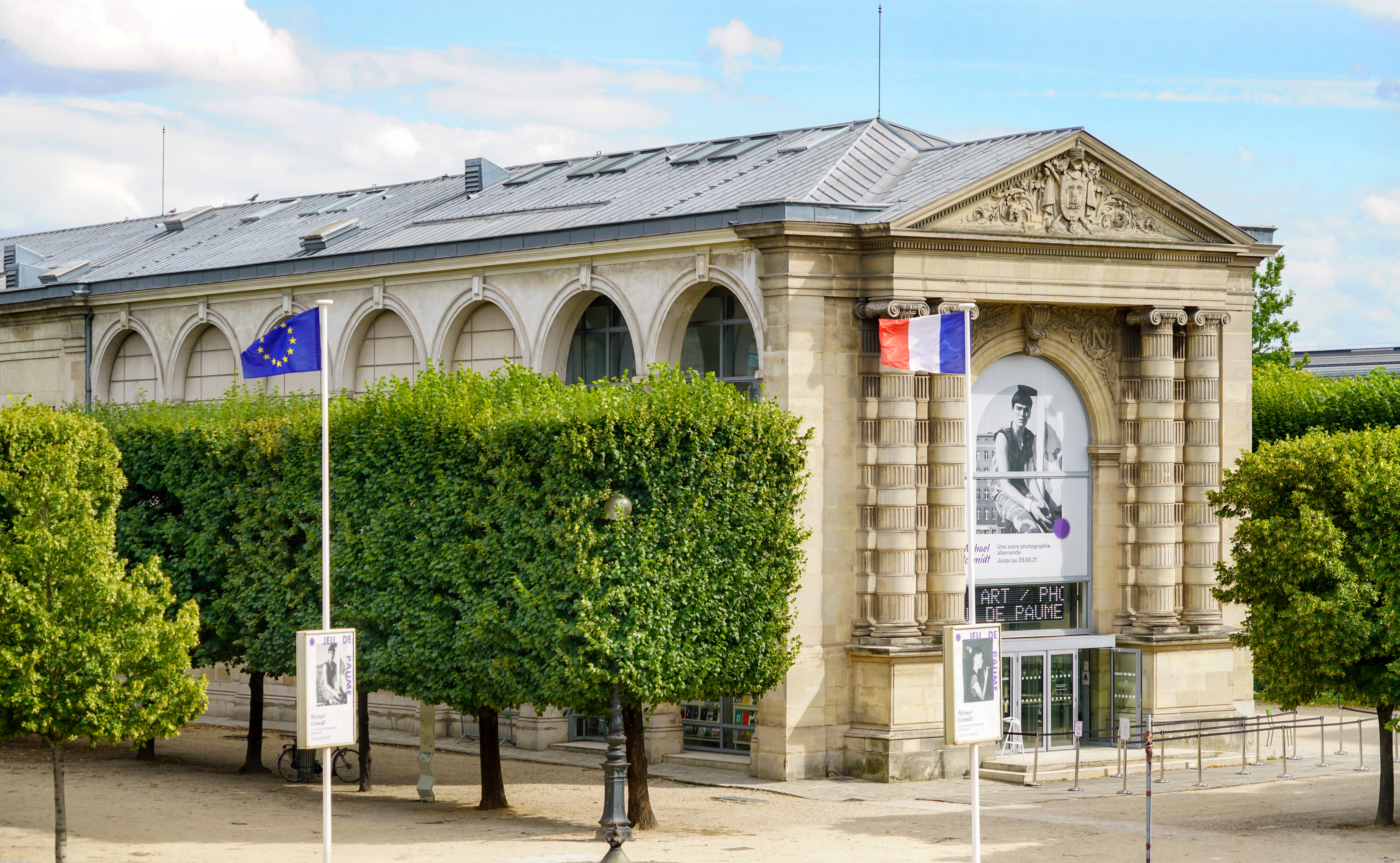
Phòng trưng bày nhìn từ phía quảng trường Concorde

Phòng trưng bày quốc gia Jeu de Paume (tiếng Pháp: Galerie nationale du Jeu de Paume) là một địa điểm dành cho các cuộc triển lãm nghệ thuật ở Paris. Tòa nhà của phòng triển lãm nằm trong vườn Tuileries, vốn là một phòng dành cho môn thể thao jeu de paume, xây dựng từ giữa thế kỷ 19. Trong thế kỷ 20, công trình trở thành bảo tàng Jeu de Paume với bộ sưu tập nghệ thuật hiện đại rồi hội họa Ấn tượng. Ngày nay Jeu de Paume là nơi tổ chức các triển lãm nghệ thuật đương đại, bao gồm nhiếp ảnh, video, tạo hình, điện ảnh...
| Métro Paris | Bến tàu điện ngầm: Concorde |

## Phòng triển lãm
Nằm ở cuối vườn Tuileries, phía quảng trường Concorde, phòng trưng bày Jeu de Paume đối xứng với bảo tàng Orangerie. Tòa nhà Jeu de Paume có kiến trúc trải dài, dọc theo phố Rivoli, kích thước 80 x 13 m. Tổng diện tích của công trình là 2754,50 m², trong đó 1137 m² dành cho không gian triển lãm, chia thành 9 phòng. Phần lớn các phòng triển lãm có sàn ở độ cao 4,5 m. Từng là một bảo tàng trưng bày bộ sưu tập quan trọng của hội họa Ấn tượng, ngày nay Jeu de Paume chỉ còn là một gallery dành cho nghệ thuật đương đại.
Hiệp hội Jeu de Paume được thành lập vào tháng 5 năm 2004 với sự kết hợp của ba hội: Phòng trưng bày quốc gia Jeu de Paume, Trung tâm quốc gia nhiếp ảnh và hội Di sản nhiếp ảnh. Với sự trợ cấp của Bộ Văn hóa Pháp và một số tổ chức cá nhân, ngoài địa điểm chính Jeu de Paume, hiệp hội còn có phòng triển lãm trong dinh thự Sully ở khu phố Le Marais, Quận 4. Ngoài ra, đôi khi các cuộc triển lãm cũng được tổ chức ở địa điểm khác. Bên cạnh hoạt động chính, hiệp hội còn tổ chức các buổi gặp gỡ, giáo dục...

## Lịch sử

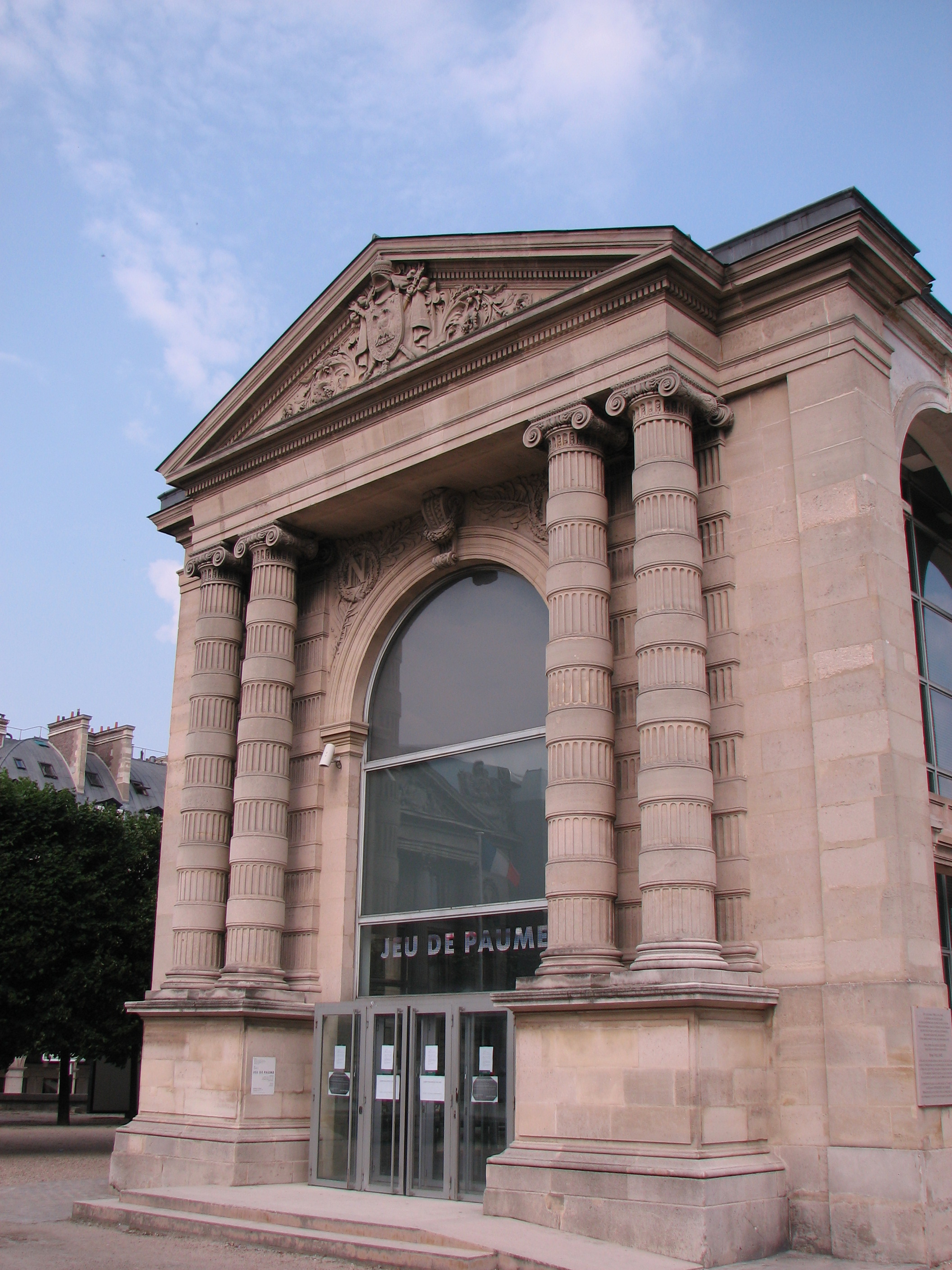

Tòa nhà Jeu de Paume được xây dựng năm 1861 dưới thời Napoléon III trong khu vườn Tuileries. Mục đích ban đầu, đúng như cái tên, công trình được dành cho phòng chơi jeu de paume. Từ năm 1909, công trình trở thành phòng triển lãm nghệ thuật. Đến năm 1922, sau khi được sửa chữa lại, Jeu de Paume trở thành một bào tàng trưng bày thường xuyên và vẫn tiếp tục giữ chức năng phòng triển lãm. Từ khoảng thời gian này, Jeu de Paume là nơi lưu trữ, trưng bày các tác phẩm trường phái ngoại quốc đương đại.
Từ năm 1930, nhờ chính sách mua lại, Jeu de Paume có thêm nhiều tác phẩm thuộc trường phái Paris như của các họa sĩ Amedeo Modigliani, Kees Van Dongen, Pablo Picasso, Marc Chagall... Từ 1932, Jeu de Paume có được dáng vẻ như hiện nay. Trước Chiến tranh thế giới thứ hai, đây vẫn là nơi dành cho các cuộc triển lãm nghệ thuật hiện đại. Khi Paris bị chiếm đóng, Quân đội Đức trưng dụng Jeu de Paume, bảo tàng trở thành nhà kho.
Năm 1947, bảo tàng mang tên Jeu de Paume chính thức được thành lập, trở thành nơi trưng bày các tác phẩm hội họa Trường phái ấn tượng. Tới năm 1957, một lần nữa Jeu de Paume được sửa chữa, các phòng được trang bị điều hòa không khí và thiết kế tận dụng ánh sáng tự nhiên. Tuy vậy, không gian của Jeu de Paume trở nên nhỏ hẹp bởi lượng khách viếng thăm qua đông. Năm 1986, bảo tàng Orsay mở cửa. Bộ sưu tập Ấn tượng của Jeu de Paume được chuyển về bảo tàng mới.
Tháng 9 năm 1987, kiến trúc sư Antoine Stinco được chọn để thực hiện cải tạo lại tòa nhà. Không thay đổi vẻ bên ngoài, Antoine Stinco thiết kế lại nội thất, tạo thêm các không gian triển lãm, một khánh phòng, một hiệu sách và quán cà phê. Các phòng đón ánh sáng tự nhiên, mở ra vườn Tuileries, quảng trường Concorde, về hướng sông Seine và điện Invalides. Tháng 7 năm 1991, Tổng thống François Mitterrand khánh thành Phòng trưng bày quốc gia Jeu de Paume.
Hiện nay Jeu de Paume được dành cho các triển lãm nghệ thuật hiện đại và đương đại. Từ 2004, phòng trưng bày bắt đầu được cả dành cho thể loại điện ảnh và video.